# Storavan (Åsarne socken, Jämtland)
Storavan är en sjö i Bergs kommun i Jämtland och ingår i Ljungans huvudavrinningsområde. Sjön har en area på 0,209 kvadratkilometer och ligger 609,9 meter över havet. Sjön avvattnas av vattendraget Arån.

## Delavrinningsområde
Storavan ingår i det delavrinningsområde (697479-138671) som SMHI kallar för Utloppet av Storavan. Medelhöjden är 673 meter över havet och ytan är 2,25 kvadratkilometer. Räknas de 24 avrinningsområdena uppströms in blir den ackumulerade arean 110,08 kvadratkilometer. Arån som avvattnar avrinningsområdet har biflödesordning 2, vilket innebär att vattnet flödar genom totalt 2 vattendrag innan det når havet efter 288 kilometer. Avrinningsområdet består mestadels av skog (88 procent). Avrinningsområdet har 0,2 kvadratkilometer vattenytor vilket ger det en sjöprocent på 8,9 procent.